# إرنست هولمز
إرنست هولمز (بالإنجليزية: Ernest Shurtleff Holmes )‏ (و. 1887 – 1960 م) هو فيلسوف، وكاتب، وعالم أمريكي، ولد في لينكولن، بدأ مشواره المهني سنة 1887، توفي في لوس أنجلوس، عن عمر يناهز 73 عاماً.

## روابط خارجية
- إرنست هولمز على موقع الموسوعة البريطانية (الإنجليزية)